# بوق سانسور

ممکن است در کنار استفاده از بوق سانسور دهان گوینده مثل نمونهٔ بالا پوشانده شود تا امکان لب‌خوانی صحبت وی وجود نداشته باشد. در این کارتون شخص می‌گوید: «اوه…» و ادامهٔ حرف او سانسور شده‌است.

بوق سانسور (به انگلیسی: Bleep censor) به صدای بوقی (معمولاً با فرکانس ۱۰۰۰ هرتز) گفته می‌شود که در تلویزیون و رادیو جایگزین الفاظ رکیک یا اطلاعات محرمانه می‌شود.

## استفاده
بوق سانسور مدت زیادی است که در برنامه‌های تلویزیونی برای سانسور محتوای ناخواسته استفاده می‌شود. این محتوا می‌تواند شامل مطالب نامناسب برای خانواده، پخش زنده یا مجامع بین‌المللی باشد.
بوق سانسور معمولاً به صورت نرم‌افزاری و توسط تکنسین پخش اعمال می‌شود.
در بریتانیا طبق قوانین آفکام تبلیغات رادیویی و تلویزیونی اجازهٔ استفاده از بوق سانسور برای پوشاندن فحاشی را ندارند؛ هرچند این قانون برای تریلرها و تبلیغات سینمایی صدق نمی‌کند.